# Халаїм Михайло Сергійович
Михайло Сергійович Халаїм (8 листопада 1896 — † 24 березня 1920) — командир куреня  Дієвої армії УНР.

## Біографія
Походив з селян Балтського повіту Подільської губернії.
Витримав іспит на звання однорічника при реальному училищі Товариства приказчиків Одеси.
7 серпня 1915 р. був зарахований рядовим до 47-го піхотного запасного батальйону. 8 жовтня 1916 р. закінчив 3-тю Київську школу прапорщиків, вийшов прапорщиком до 82-го запасного піхотного полку. Останнє звання у російській армії — підпоручик.
З 9 лютого 1918 р. — командир сотні 2-го Запорізького куреня (з 15 березня 1918 — 2-го Запорізького полку) військ  Центральної Ради, згодом — Армії  Української Держави та Дієвої армії УНР.
Учасник  Першого Зимового походу: командир 1-го (Республіканського) збірного куреня збірної бригади Запорізької дивізії Дієвої армії УНР.
Загинув 24 березня 1920 р. у бою у с. Піщаному (Уманський повіт Київської губернії) неподалік від свого рідного села.